# Hexatoma (Eriocera) testacea
Hexatoma (Eriocera) testacea is een tweevleugelige uit de familie steltmuggen (Limoniidae). De soort komt voor in het Oriëntaals gebied.